# Pheidole lanuginosa
Pheidole lanuginosa é uma espécie de insecto da família Formicidae.
É endémica da Índia.